# Ameridion signaculum
Ameridion signaculum là một loài nhện trong họ Theridiidae.
Loài này thuộc chi Ameridion. Ameridion signaculum được Herbert Walter Levi miêu tả năm 1959.